# Helina adversa
Helina adversa är en tvåvingeart som beskrevs av Malloch 1925. Helina adversa ingår i släktet Helina och familjen husflugor. Inga underarter finns listade i Catalogue of Life.